# Dave Bickler
Dave Bickler, född 1953 i Chicago, Illinois, är en amerikansk sångare bäst känd för att ha sjungit i rockgrupperna Jamestown Massacre och Survivor. Han lämnade gruppen Survivor på grund av röstproblem. 